# Hubertus Hamm

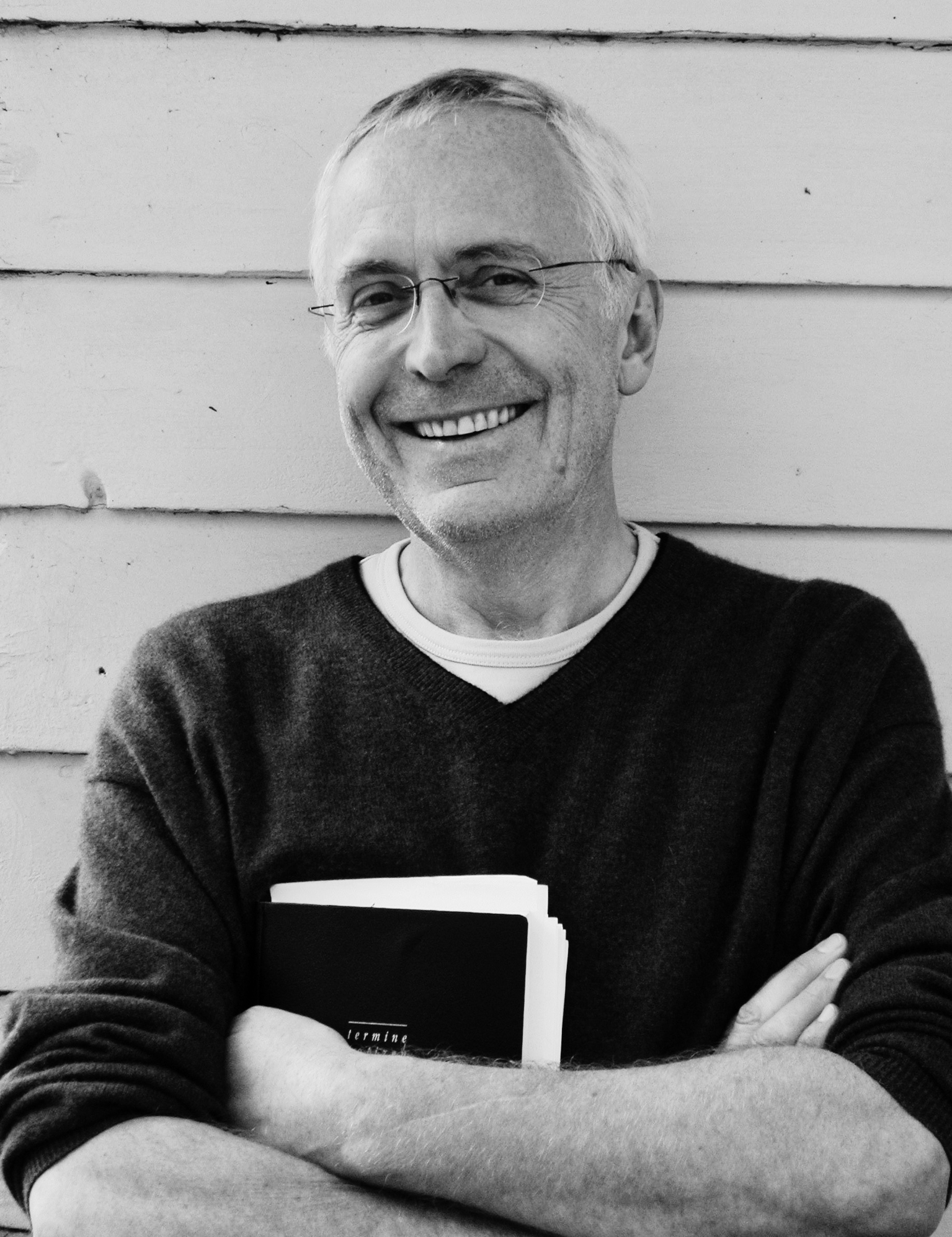
Hubertus Hamm (2005)

Hubertus Hamm (* 1950 in Werdohl) ist ein deutscher Fotograf und Fotokünstler.

## Leben
1970 bis 1973 Bayerischen Staatslehranstalt für Fotografie in München mit Diplom. Assistenz bis 1975 bei Jan Keetman. Ab 1977 Atelier in München für werbe- redaktionelle- und konzeptionelle Fotografie. Seit 2000 Fokus auf Kunst- und Ausstellungsprojekten.
Initiator und Leiter des Projektes Praterinsel für die Kunst und der Kunstplattform Headegg. Er war Dozent der LMU München.
Hubertus Hamm ist u. a. Mitglied der Deutschen Fotografischen Akademie (DFA), der Deutschen Gesellschaft für Photographie (DGPh). 

Er war viele Jahre Mitglied des Art Directors Club Deutschland (ADC).

Hubertus Hamm wird vertreten durch Kornfeld Galerie in Berlin, Galerie Leu in München und die Galerie BHAK in Seoul.

## Arbeiten
Realisierung von Werbekampagnen u. a. für BMW, Prada, Bosch, Bulthaup, Coca-Cola, Deutsche Bank, Philipp Morris, Toshiba, Daimler Chrysler, die Deutsche Bank, Ford, Fuji, Smart, Lufthansa und Marco Polo etc. sowie Editorials, u. a. für die Süddeutsche Zeitung, Vogue, Harpers Bazaar Focus, Spiegel, Stern und die Zeit. Parallel begann eine Auseinandersetzung mit künstlerischen Positionen, wo er für sich entdeckte, dass seine Fotografie die Herstellung von Objekten ist. Hamm nutzt diese Haltung des Herstellens von Objekten von Beginn an als seine ihn auszeichnende künstlerische Strategie. So sind seine ersten Arbeiten, die im Rahmen der 'Exit' – Praterinsel für die Kunst – gezeigt werden, keine Fotografie, sondern Installationen und Objekte. Wie auch die frühen Arbeiten „Portrait I“ und „Portrait II“, die in den Ausstellung (1990/1991) 'Gesichter', in der Villa Stuck, München und auszugsweise in den Deichtorhallen in Hamburg gezeigt wurden, fotografische, dimensionierte Objekte.
Seither hat Hamm die Auseinandersetzung mit den Möglichkeiten der Dimensionalität intensiviert und eine eigene Entwicklung genommen, für die er folgerichtig einen eigenen Begriff prägt: 'Dimensioning Photography'. Arbeiten hierzu sind im Distanz Verlag, Berlin unter gleichem Titel im Herbst 2017 erschienen (ISBN 978-3-95476-187-6). Ausgangspunkt für diese Namensfindung war die Tatsache, dass sich in Physik und Mathematik Gleichungen oft nicht in der gleichen Dimension lösen lassen, von der das enthaltene Problem gestartet wurde, unter der Annahme weiterer Dimensionen hingegen schon. Bekanntestes Beispiel ist die Stringtheorie, die in 11-dimensionalen Gleichungen alle Naturkräfte zu vereinen sucht. Hamm nimmt zweidimensionale Fotografien als Ausgangspunkt, misst diese jedoch z. B. durch Verformung, Auffaltung des Trärgematerials neu in die 3. Dimension ein, nutzt sozusagen wie ein Bildhauer die fotografische Wirklichkeit als Ausgangspunkt für künstlerische Gestaltung. Dimension wird zu einem eigenständigen künstlerischen Gestaltungsmittel und ästhetischen Programm.

## Einzelausstellungen
| Jahr      | Beschreibung |
| --------- | --- |
| 1989–1992 | Verantwortlicher Mieter der Praterinsel München, Initiator und Leiter des Projektes Praterinsel für die Kunst |
| 1990/91   | Gesichter, Villa Stuck, München Gesichter, Deichtorhallen, Hamburg |
| 1992      | Exit, Praterinsel, München |
| 2000      | Ortsgebundene Fotografie, Maximiliansforum, München |
| 2003      | Fine Art of Photography, Galerie Hartmann, München Film- und Medienzentrum, Ludwigsburg Fotografie Pur, Neues Museum, Nürnberg |
| 2004      | Fotografien, Artconcept, Nürnberg |
| 2005      | Museum by Night, Café der Pinakothek der Moderne, München Neue Arbeiten, Neue Werkstätten, München |
| 2006      | Ich bin wie Du – nur anders, Karlshöhe Ludwigsburg |
| 2008      | Borderline, Haus der Kommunikation, München Borderline, Galerie Landskron-Schneidzik, Nürnberg |
| 2010      | Soccer, aus der Serie It’s Real, Allianz Arena, München Black in Dark, Die Neue Sammlung/Pinakothek der Moderne, München |
| 2011      | Molded Mirror – All the World’s a Stage, Königssaal, Nationaltheater, München Hubertus Hamm, Galerie Jordanow, München in Kooperation mit Maurer Zilioli Contemporary Arts, Brescia Black in Dark, TEAM ONE, Los Angeles                                  |
| 2012      | Molded Mirror, Galerie Jordanow, München, Maurer Zilioli Contemporary Arts, Brescia |
| 2013      | East West Portraits, SPSI Art Museum, Shanghai |
| 2014      | Molded Mirror-Synchronized, Königssaal des Staatsballetts im Nationaltheater, München Rinasce Più Gloriosa, Headegg, München Hubertus Hamm, Galerie Kornfeld, Berlin                                                                                      |
| 2015      | The Object in Photography, Yuan Art Museum, Beijing Winterbaum, Neue Werkstätten, München |
| 2016      | Time Modelling, Galerie Kornfeld, Berlin Edge, Konfuziusinstitut, Nürnberg |
| 2017      | Narziss und Goldgrund, Galerie Kornfeld, Berlin Portrait II, Portrait IV, Nir Altman Galerie, München |
| 2019      | Salon Hubertus Hamm, Euroboden, Berlin |
| 2020      | Werke von 1990 bis 2020, Barlach Halle, Hamburg |
| 2022      | vi - ew, Galerie Leu, München |
| 2023      | vi - ew, Kornfeld Galerie, Berlin Mirror Effects, Galerie BHAK, Seoul vi - ew, Allianz Collectors Lounge, Art Düsseldorf vi \| ew, ein Kunstobjekt im Öffentlichen Raum anlässlich des 6. Kunstareal-Fest auf der Wiese vor der Alten Pinakothek, München |

## Gruppenausstellungen
| Jahr | Beschreibung |
| ---- | --- |
| 1999 | Professionelle Fotografie, Galerie Walter Storms, München |
| 2000 | Kosmos im Kopf, Hygiene-Museum, Dresden, Körper, Lothringer 13, München |
| 2002 | Minimum, Maximiliansforum, München |
| 2003 | Fine Art of Photography, Film- und Medienzentrum, Ludwigsburg Fotografien, Alte Bibliothek, Shanghai Fotografien, Tongji-Universität, Shanghai Fotografie Pur, Staatliches Museum für Kunst und Design, Nürnberg                |
| 2004 | Im Rausch der Dinge, artconcept, Nürnberg Fotografien, Fotomuseum Winterthur |
| 2005 | Betonkunst, Zentrale Ausstellungshalle, Nürnberg |
| 2010 | Chiffreschrift Landschaft, Galerie Jordanow, München |
| 2011 | Slippy Floor, Pavlovs Dog, Berlin Das Ich im Anderen – 10 Künstler portraitieren sich gegenseitig, gruppe/zwanzig/zehn, München                                                                                                 |
| 2012 | Milan Image Art Fair (MIA), Mailand |
| 2013 | Daniil Charms in Werken zeitgenössischer Deutscher Künstler, Anna Achmatova Museum, St. Petersburg Shuffling the Cards, 5th Round, Hipp Halle, Gmunden                                                                          |
| 2014 | Himmel und Hölle, Kreuzherrnsaal, Memmingen Das Ich im Anderen – 10 Künstler portraitieren sich gegenseitig, gruppe/zwanzig/zehn, Galerie im Gustav-Siegle-Haus, Stuttgart                                                      |
| 2015 | Winterausstellung, Galerie LandskronSchneidzik, Nürnberg, Freiraum – Spazio Libero, M8, Treviso |
| 2016 | Paper Plains, Galerie Kornfeld, Berlin Männer, Rathaus Gräfelfing, München |
| 2018 | Unfollow me, Nir Altman Galerie, München Mehr Licht, Galerie Kornfeld, Berlin Imago - a history of Portraits, MUCA, München |
| 2019 | Der Spiegel. Der Mensch im Widerschein, Museum Rietberg, Zürich |
| 2020 | Zu Gast im Orangerieschloss, SPSG, Potsdam Blue Hour, Galerie GOM, München Das wahre Leben findet im Netz statt, Syter Kunstfreunde, Sylt                                                                                       |
| 2021 | 驿动 驿 , Yuan Art Museum, Wuqing Make your Own Story, Galerie Kornfeld, Berlin Unser Lebensraum - unsere Berge, Pop up Galerie im Gries 30, Kitzbühel                                                                          |
| 2022 | Reflections - Spiegelwelten , Museum für Konkrete Kunst, Ingolstadt Anniversary Exhibition, Galerie Kornfeld, Berlin Ma Jun马军. True Porcelain, Pfeuferstrasse, München Wunder Baum - Wunder Wald, Museum Rudolf Stolz, Sexten |
| 2023 | Tiny Steps , Yuan Art Museum, Tianjin If Trouble was Money 假如钱是问, Pfeuferstrasse, München Mirror Effects, Kiaf, Seoul |

## Permanente Ausstellungen und Installationen
| Jahr | Beschreibung |
| ---- | --- |
| 2005 | Museum by Night, permanente Installation, Café der Pinakothek der Moderne, München                                      |
| 2006 | Allianz Arena 2001–2006, permanente Ausstellung von 64 Groß-Panoramen im Logenbereich, Allianz Arena, München (beendet) |
|      | Fotografien, permanente Ausstellung von 17 Groß-Panoramen in der Residenz, Acatech, München (beendet)                   |
| 2009 | Molded Mirror, LHI, permanente Installation, dreier Stahlreliefs, LHI Campus, München                                   |

## Auszeichnungen
(Auswahl ab 2000)
- Art Directors Club Deutschland (ADC)
- Berliner Type
- Bund Freischaffender Fotodesigner (BFF)
- Deutscher Designer Club (DDC)
- The Association of Photographers (AOP)
- Deutscher Fotobuchpreis für ‚Dimensioning Photography‘

## Publikationen
- Allianz Arena. Der Bildband. Süddeutsche Zeitung/Bibliothek, 2006, ISBN 3-86615-402-X, S. 224.
- BMW Welt. Von der Vision zur Realität. Teneues Verlag, Kempen 2008, ISBN 978-3-8327-9240-4, S. 256.
- EINS. Magazin für Denkanstöße. Eigenverlag, München 2003.
- ZWEI. Magazin für Denkanstöße. Eigenverlag, München 2007.
- Dimensioning Photography. Distanz Verlag, Berlin, 2017, ISBN 978-3-95476-187-6, S. 236.
- Narziss und Goldgrund. Die Vollendung des Portraits. Verlag für moderne Kunst, Wien, 2018, ISBN 978-3-903228-64-1, S. 236.